# یوسف مفتاح
یوسف مفتاح (زادهٔ ۱۶ مهٔ ۱۹۸۸) یک بازیکن فوتبال اهل قطر است.